# Kirby Underdale
Kirby Underdale är en ort och civil parish i Storbritannien.   Den ligger i kommunen East Riding of Yorkshire och riksdelen England, i den centrala delen av landet, 280 km norr om huvudstaden London. Kirby Underdale ligger 110 meter över havet och antalet invånare är 125.
Terrängen runt Kirby Underdale är varierad, och sluttar västerut. Runt Kirby Underdale är det ganska tätbefolkat, med 139 invånare per kvadratkilometer. Närmaste större samhälle är Haxby, 19,6 km väster om Kirby Underdale. Trakten runt Kirby Underdale består till största delen av jordbruksmark.